# Бертхолд II (Андекс)
Бертхолд II фон Андекс (на немски: Berthold II von Andechs, Berthold IV, Berchtold, Bertholf, * пр. 1099, † 27 юни 1151) от Андекската династия е граф на Андекс (1106 – 1113), ок. 1125 г. граф на Дисен, Пласенбург-Кулмбах в Бавария и от 1120 г. фогт на Бенедиктбойерн, основател на манастир Дисен, ок. 1130 фогт на Дисен.

## Биография
Той е син на граф Арнулф/Арнолд фон Дисен († 1098) и на Гизела фон Швайнфурт, дъщеря на херцог Ото III от Швабия († 1057) и Ирмингард (Имила) († 1077/1078) от род Ардуини, дъщеря на Оделрик Манфред II (маркграф на Торино). Майка му е наследничка на териториите около Кулмбах и Пласенбург.
Бертхолд наследява от баща си земите около езерата Амерзе и Щарнбергзе и в Горна Франкония. Около 1100 г. той основава новата резиденция на фамилията над Андекс.
Бертхолд II се жени за София фон Истрия († 1132), дъщеря на маркграф Попо II от Истрия-Крайна († 1103) от род Ваймар-Орламюнде и Рихарда фон Спонхайм († 1130) от род Спанхайми. Женитбата му носи владения и югоизточно от Алпите. София е от кралско потекло, нейната баба по бащина линия е София Унгарска († 1095), дъщеря на крал Бела I от Унгария от династията Арпади.
Смъртта на брата на София, маркграф Попо III от Истрия му позволява да си осигури наследството в Крайна и Каринтия.
От 1140 г. Бертхолд е непрекъснато гост в двора на крал Конрад III.

## Фамилия
Първи брак: със София фон Истрия († 6 септември 1132). Имат децата:
- Попо († 1148)
- Бертхолд III († 1188), граф на Андекс, от 1173 г. маркграф на Истрия и Крайна
- Ото VI († 1196), епископ на Бриксен 1165 – 1170 и епископ на Бамберг 1177 – 1196
- Гизела († сл. 1150), омъжена за граф Диполд II фон Берг-Шелклинген († 1160/1165)

Втори брак: с Кунигунда фон Формбах-Питен († сл. 1152), наследничка на Формбах, дъщеря на граф Екберт II фон Формбах († 1144) и Вилибирга от Щирия († 1145). Имат три деца:
- Матилда († 1160), абатиса на Еделщетен
- Евфемия († 1180), абатиса на Алтомюнстер
- Кунигунда († ок. 1139), монахиня в Адмонт

Вдовицата му Кунигунда фон Формбах се омъжва втори път сл. 27 юни 1151 г. за Улрих III (I) фон Дегендорф и Пернег († ок. 1170), син на граф Конрад I фон Раабс, бургграф на Нюрнберг († ок. 1155).